# Mathilde von Bayern (1313–1346)
Mathilde von Bayern (auch Mechthild, * 1313; † 1346) war eine römisch-deutsche Prinzessin und durch Ehe Markgräfin von Meißen.
Sie war eine Tochter von Kaiser Ludwig IV. (* 1282; † 1347) und Beatrix von Schlesien-Schweidnitz (* 1290; † 1322).
Ihre Grablege war vermutlich wie die ihres Gemahls in Kloster Altzella.

## Kinder
Sie heiratete 1328 in Nürnberg Friedrich II., Markgraf von Meißen und Landgraf von Thüringen. Mit ihm hatte sie neun Kinder:
- Elisabeth (* 22. November 1329 auf der Wartburg, † 21. April 1375) ⚭ Friedrich V., Burggraf von Nürnberg;
- Friedrich (* 1330, † 6. Dezember 1330);
- Friedrich III. der Strenge (* 1332; † 1381), Markgraf von Meißen und Landgraf von Thüringen;
- Balthasar von Thüringen (* 1336; † 1406), Markgraf von Meißen und Landgraf von Thüringen;
- Beatrix (* 1. September 1339 auf der Wartburg, † 25. Juli 1399 in Seußlitz), Nonne in Weißenfels;
- Ludwig von Meißen (* 25. Februar 1341 auf der Wartburg, † 17. Februar 1382), Fürstbischof von Halberstadt, Fürstbischof von Bamberg, Kurfürst-Erzbischof von Mainz und Erzbischof von Magdeburg;
- Wilhelm I. der Einäugige (* 1343; † 1407), Markgraf von Meißen;
- Anne (* 7. August 1345 in Dresden, † 22. März 1363 in Seußlitz), Äbtissin in Seußlitz;
- Clara (* 7. August 1345 in Dresden).